# Ламоли (Пезаро и Урбино)
Ламоли је насеље у Италији у округу Пезаро и Урбино, региону Марке.
Према процени из 2011. у насељу је живело 162 становника. Насеље се налази на надморској висини од 608 м.